# Dušan Baić
Dušan Baić, hrvaški general, * 4. november 1923, † ?.

## Življenjepis
Avgusta 1941 se je pridružil NOVJ in septembra istega leta je postal še član KPJ. Med vojno je bil član OK SKOJ Karlovac, politični komisar bataljina in 1. brigade 8. udarne divizije.
Po vojni je končal šolanje na École d'État-major in na Višji vojaški akademiji JLA; na slednji je pozneje predaval. Med drugim je bil vojaški ataše v Alžiriji, poveljnik vojaškega okrožja,...

## Odlikovanja
- red bratstva in enotnosti
- red zaslug za ljudstvo